# 브란트 Mle 27/31

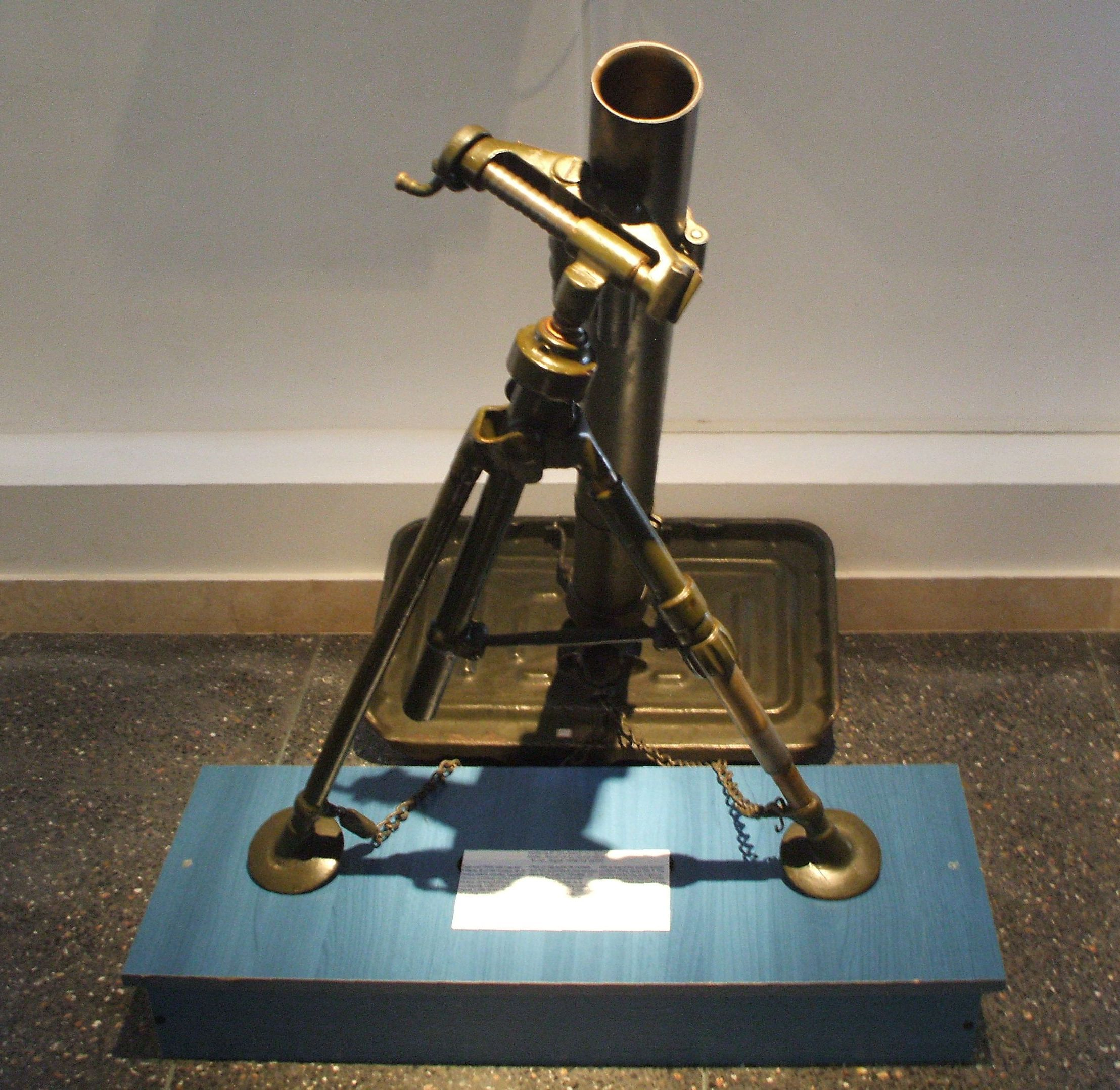
Mle 27/31 박격포

Brandt Mle 27/31는 제2차 세계 대전 시기 프랑스군이 사용했던 박격포이다. 무게는 대략 56kg이며 분당 최대 18회 발사 가능하다. 개발국인 프랑스 외에도 에스토니아, 그리스 등 해외 각국에 라이선스 생산되었다.

## 참고 문헌
- Dictionnaire de la Seconde Guerre mondiale, 1982 ed.
- Ferrard, Stéphane. "Les mortier Brandt de 60 et 81 mm dans l'Armée française en 1940"